# Arikunduleng
Arikunduleng (kinesiska: 阿日昆都楞, 阿日昆都楞苏木) är en köping i Kina. Den ligger i den autonoma regionen Inre Mongoliet, i den norra delen av landet, omkring 840 kilometer nordost om regionhuvudstaden Hohhot.
Genomsnittlig årsnederbörd är 654 millimeter. Den regnigaste månaden är juli, med i genomsnitt 179 mm nederbörd, och den torraste är januari, med 4 mm nederbörd.